# Raquel Welch
Jo Raquel Welch, nacida como  Jo Raquel Tejada (Chicago, 5 de septiembre de 1940-Los Ángeles, 15 de febrero de 2023), conocida como Raquel Welch, fue una actriz, modelo y cantante estadounidense. Famosa por ser la ganadora de un Globo de Oro en 1974 y como símbolo sexual durante décadas, por su presencia física recibió el apodo de «el Cuerpo». Formó parte de la denominada época de oro de Hollywood.

## Biografía
Nació en Chicago, de madre estadounidense, Josephine Sarah Hall, de origen inglés, y de padre boliviano, de ascendencia española, el ingeniero aeronáutico Armando Carlos Tejada Urquizo. Era pariente de Lidia Gueiler Tejada, quien fue presidenta de Bolivia. Tomó el apellido Welch de su primer marido (con quien se casó en 1959, a los diecinueve años de edad) y lo conservó como nombre artístico, a pesar de su divorcio seis años después.
En su juventud, se trasladó junto con su familia a San Diego, y estudió interpretación y modelaje. Trabajó como presentadora de un espacio de televisión y como modelo publicitaria.

### En una película de Elvis
Su primera oportunidad en el cine le llegó de la mano de Elvis Presley: hizo un pequeño papel de figurante (como colegiala junto con Teri Garr) en la película musical Roustabout (1964). También participó ese año con un rol menor (como prostituta) en A House Is Not a Home (La casa de madame), filme protagonizado por Shelley Winters, Robert Taylor y Cesar Romero.
En esos años, hizo breves apariciones en series de televisión como La Hechizada y El virginiano.

### Símbolo sexual instantáneo
En 1965 rodó su primer filme como protagonista, A Swingin' Summer, donde llegó a cantar. Al año siguiente se transformó instantáneamente en un símbolo sexual por otras dos películas: Fantastic Voyage y One Million Years B.C. (1966); especialmente recordada es su aparición en el segundo filme, vestida con un escueto bikini de piel que revelaba su escultural figura, por la cual fue llamada «el Cuerpo». Para entonces, ya era madre de dos niños: Damon y la futura actriz Tahnee Welch. Welch mantuvo en su madurez una llamativa belleza y una espléndida forma física, lo cual le permitió retener la leyenda de símbolo erótico, incluso después de haber interrumpido casi totalmente su actividad en el cine.

### Papeles con Sinatra, Mastroianni
Raquel Welch trabajó junto con varias estrellas y directores de prestigio. Su apogeo fue en la década de 1960, cuando rodó la comedia Dispara fuerte, más fuerte, no lo entiendo (1966) con Marcello Mastroianni (bajo dirección de Eduardo De Filippo), el filme de intriga La mujer de cemento (1968) con Frank Sinatra, y Gran golpe a la napolitana (The Biggest Bundle of Them All, 1968) con Robert Wagner y Vittorio de Sica. 

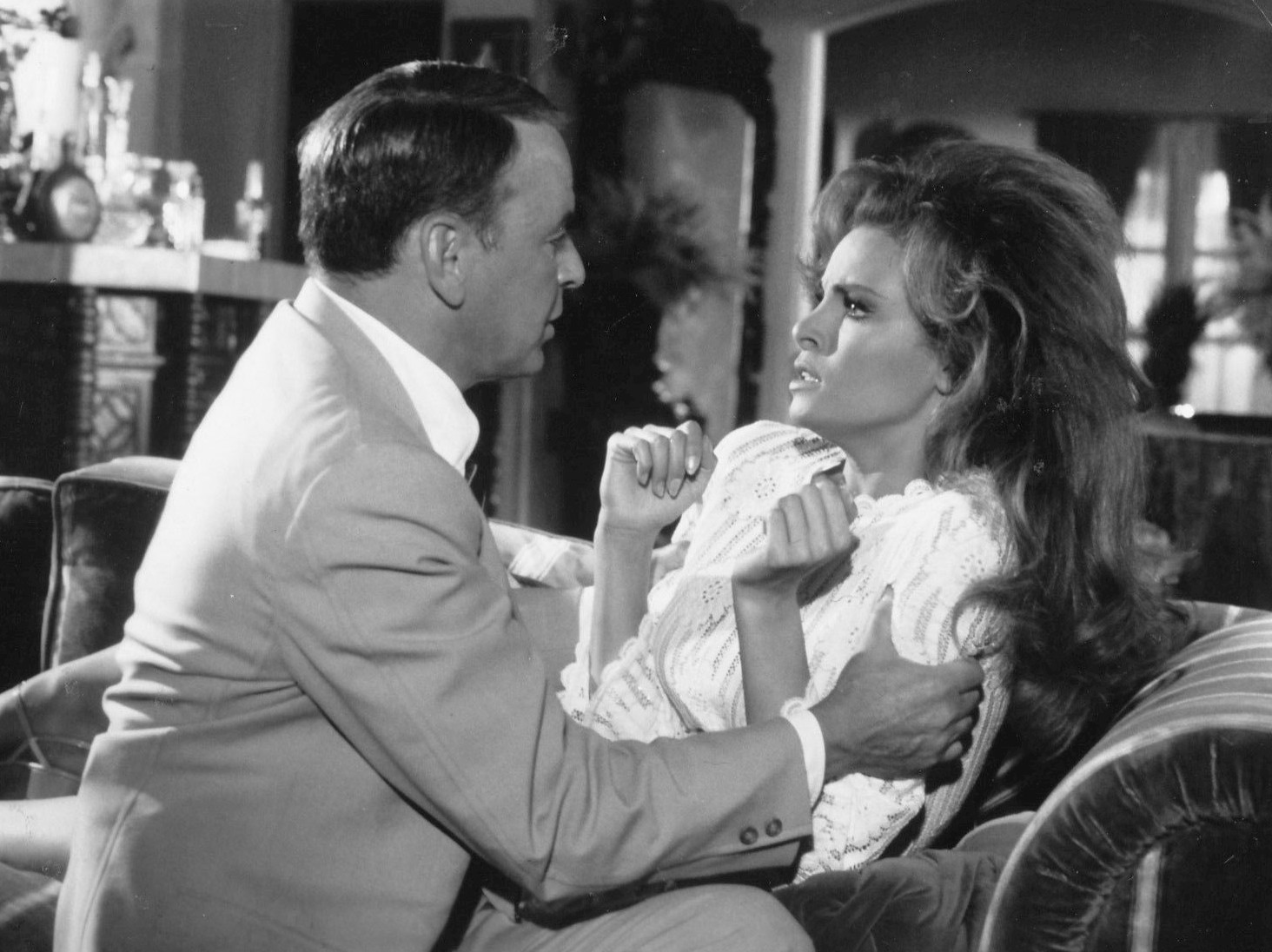
Raquel Welch junto a Frank Sinatra en Lady in Cement (1968)

También participó en dos populares wésterns: Bandolero!, con James Stewart y Dean Martin, y 100 Rifles (1969) con Burt Reynolds y Fernando Lamas.
Además, en 1967, encarnó a uno de los pecados capitales, la lujuria, en la comedia Bedazzled protagonizada por Dudley Moore. Este filme daría pie a una popular nueva versión en 2000: Al diablo con el diablo, protagonizada por Elizabeth Hurley y Brendan Fraser.
En 1969 apareció como la sacerdotisa del látigo en el filme comedia satírica The Magic Christian junto con Peter Sellers y el Beatle Ringo Starr, y en 1971 protagonizó junto con Robert Culp y Ernest Borgnine el wéstern Hannie Caulder, donde encarnó a una viuda que venga la muerte de su marido. Quentin Tarantino ha reconocido la influencia de esta película en el argumento de Kill Bill (2003).
En la década de 1970, la relevancia de Raquel Welch en el cine empezó a decaer, si bien participó en filmes reseñables como Barba Azul (1972), junto con Richard Burton, y una adaptación de la novela El príncipe y el mendigo, dirigida en 1978 por Richard Fleischer. En esos años, rodó también las comedias Mother, Jugs & Speed (1976; con Bill Cosby y Harvey Keitel) y Animal (1977; con Jean-Paul Belmondo).
A lo largo de su carrera en el cine, Welch colaboró con otras estrellas como Kevin McCarthy y Diana Dors, bajo la dirección de maestros como Stanley Donen y Herbert Ross. Pero estas producciones no tuvieron por lo general una gran resonancia.

### Papel como transexual

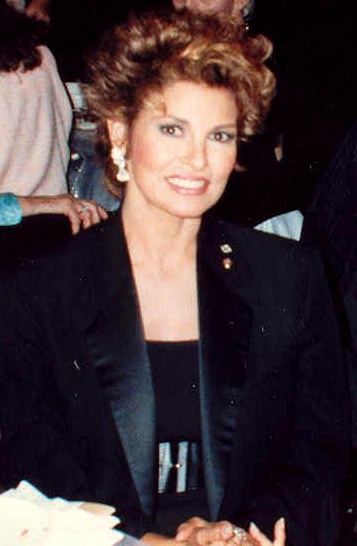
Raquel Welch en la 39.ª entrega de los premios Emmy -—Governor's Ball— en septiembre de 1987.

Raquel Welch encarnó a un transexual en Myra Breckinridge (1970), adaptación de una novela de Gore Vidal que fracasó en taquilla a pesar de su variopinto reparto: John Huston, Mae West, y unos jovencísimos Tom Selleck y Farrah Fawcett. Entre sus mejores películas, también hay que destacar un atrevido drama de tintes eróticos dirigido por James Ivory: Fiesta salvaje (The Wild Party, 1975), con James Coco y Perry King. Inspirado en un caso real, la muerte de una joven actriz de la cual fue acusado el cómico Fatty Arbuckle, el filme no alcanzó el éxito esperado.

### Globo de Oro porLos tres mosqueteros
Welch tuvo mejor suerte con su papel en las superproducciones Los tres mosqueteros y Los cuatro mosqueteros, adaptaciones del clásico de aventuras de Alejandro Dumas dirigidas por Richard Lester y rodadas parcialmente en España. Por su personaje en la primera de ellas, la actriz ganó en 1974 el Globo de Oro a la mejor actriz de comedia o musical. En realidad, estas dos películas se habían rodado a la vez como un solo relato, pero por su gran metraje se estrenaron por separado en 1973 y 1974. El reparto incluyó a numerosas estrellas como Michael York, Oliver Reed, Richard Chamberlain, Charlton Heston, Faye Dunaway, Christopher Lee, Geraldine Chaplin...

### Figura musical y televisiva
En 1970 presentó, junto con el cantante Tom Jones, un millonario programa especial para televisión: Raquel!, grabado en varios países y que contó con invitados como John Wayne y Bob Hope.
En 1979-80 fue una de las actrices candidatas al papel de Alexis Carrington en la nueva teleserie Dynasty (Dinastía), papel que finalmente recayó en Joan Collins. Otras figuras que se barajaron para este rol fueron Elizabeth Taylor y Sofía Loren. Aún así hizo su debut televisivo en 1979, cuando interpretó el papel protagonista del telefilme La leyenda de la mujer india, película que se estrenó tres años más tarde.
Dentro del género del musical, tuvo papeles relevantes en Broadway: sustituyó con éxito a Lauren Bacall en Woman of the Year (La mujer del año), y a Julie Andrews en Víctor o Victoria. Protagonizó un recital en Las Vegas, y en 1987 coqueteó con la música de baile al grabar la canción This Girl's In Town.

### Polémico litigio

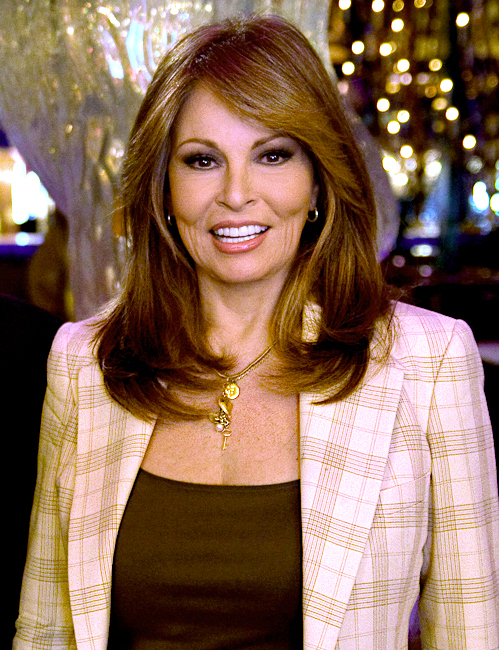
Welch en 2010

En 1982 la actriz emprendió un litigio al ser despedida del reparto de la película Cannery Row (adaptación de un relato de John Steinbeck) supuestamente porque era demasiado mayor para el papel, que recayó en Debra Winger. Ganó una indemnización de 10,8 millones de dólares.[cita requerida] Pero el conflicto coincidió con una prolongada inactividad en el mundo del cine: casi veinte años sin nuevos trabajos.

### Últimos trabajos
Sus últimos trabajos en el cine incluyen Tortilla Soup (2001) con Hector Elizondo y Elizabeth Peña (adaptación en clave hispana del Comer, beber, amar de Ang Lee) y la comedia taquillera Legally Blonde (Una rubia muy legal) con Reese Witherspoon. Su última aparición en la gran pantalla fue en How to Be a Latin Lover (2017), comedia con Salma Hayek y Rob Lowe que consiguió un relevante éxito de taquilla (habiendo costado 10 millones de dólares, recaudó 54).
También se dedicó al mundo de la cosmética y la belleza: gafas de sol, pelucas... Suscribió un contrato publicitario con MAC Cosmetics para ser la imagen de algunos productos en 2007.
Colaboró brevemente en la serie de televisión Seinfeld, también en Welcome to The Captain (2008) y más recientemente interpretó a Vina en la serie CSI: Miami en su décima temporada.

### Famoso anuncio en España
Raquel Welch mantuvo su espléndida figura hasta edad madura. En 1985, con cuarenta y cinco años de edad, lució un ajustado traje con transparencias en un anuncio publicitario para la firma de cava Freixenet. En él cantó el clásico de las Pointer Sisters I'm So Excited.

## Vida personal
Raquel Welch se casó a los diecinueve años con James Welch (del que tomó su apellido artístico) y tuvieron dos hijos: Damon y Tahnee, también actriz. Raquel y James se divorciaron en 1965.
Posteriormente, se casó en 1967 con su mánager Patrick Curtis. La mezcla de relación personal y profesional no funcionó; la carrera de la actriz en el cine empezó a decaer, lo cual repercutió en su vida matrimonial. La pareja se divorció en 1972.
El tercer matrimonio fue con Andre Weinfeld en 1980. Se divorciaron diez años después.
Su cuarto matrimonio fue con Richard Palmer en 1990 a la edad de cincuenta años y se separó en 2011.
Durante el rodaje de la película 100 Rifles en España en 1968, Welch tuvo una relación extramatrimonial con el actor español Sancho Gracia, quien tuvo un pequeño papel en la película. El esposo de Welch en aquel entonces, Patrick Curtis, al enterarse del asunto, persiguió a Gracia a punta de pistola por el hotel donde se hospedaban en Aguadulce. Welch también tuvo un affair con otro actor español, Aldo Sambrell, durante el rodaje de la misma película.

## Fallecimiento
Falleció en la mañana del 15 de febrero del 2023, en su apartamento en Los Ángeles, California, como consecuencia de un paro cardíaco y tras un tiempo luchando contra el Alzheimer, enfermedad que jamás dio a conocer públicamente.

## Filmografía
- A House Is Not a Home (1964)
- Roustabout (1964)
- A Swingin' Summer (1965)
- Le fate (1966)
- Fantastic Voyage (1966)
- One Million Years B.C. (1966)
- Spara forte, più forte... non capisco  (1966)
- Le Plus Vieux Métier du monde (1967)
- Fathom (1967)
- Bedazzled (1967)
- The Biggest Bundle of Them All (1968)
- Bandolero! (1968)
- Lady in Cement (1968)
- 100 Rifles (1969)
- Flareup (1969)
- The Magic Christian (1969)
- The Beloved (1970)
- Myra Breckinridge (1970)
- Hannie Caulder (1971)
- Barba Azul (1972)
- Fuzz (1972)
- Kansas City Bomber (1972)
- El fin de Sheila (1973)
- Los tres mosqueteros (1973)
- Los cuatro mosqueteros (1974)
- The Wild Party (1975)
- Mother, Jugs & Speed (1976)
- El animal (1977)
- El príncipe y el mendigo (1978)
- Trouble in Paradise (1989)
- Chairman of the Board (1998)
- What I Did for Love (1998)
- Tortilla Soup (2001)
- Legally Blonde (2001)
- Jim Brown: All American (2002)
- Forget About It (2005)
- How to Be a Latin Lover (2017)